# Uhtred
Uhtred (auch Uchtred, Utred; † 1016) war unter König Æthelred II. von 1006 bis 1016 Earl of Northumbria.

## Familie
Uhtred war der Sohn des Ealdorman Waltheof von Bamburgh. Eadwulf Cudel (Ealdorman of Bamburgh 1016 – † 1019) war Uhtreds Bruder.
Aus seiner ersten Ehe (⚭ um 995) mit Ecgfrida, der Tochter des Bischofs Aldhun von Durham ging sein Sohn Ealdred (Ealdorman of Bamburgh 1019–1038) hervor.
Mit seiner zweiten Frau (⚭ um 1007) Sige, der Tochter des Dänen Styr Ulfsson, hatte er die beiden Söhne Eadulf (Ealdorman of Bamburgh 1038–1041) und Gospatric.
Seine dritte Frau (⚭ um 1014) Ælfgifu, eine Tochter des Königs Æthelred II., gebar ihm die Tochter Ealdgyth, die Maldred, den Bruder des Königs Duncan I. von Schottland heiratete, mit dem sie seinen Enkel Gospatric (Earl of Northumbria 1068–1072) hatte.

## Leben
Als im Jahre 995 die Reliquie des Heiligen Cuthbert von Lindisfarne von Chester-le-Street nach Durham übertragen wurden, half Uhtred den Mönchen den Platz für die neue von Bischof Aldhun von Durham geplante Kathedrale zu roden. Wahrscheinlich zu dieser Zeit heiratete Uhtred Aldhuns Tochter Ecgfrida, die einige Ländereien aus Kirchengut als Mitgift in die Ehe mitbrachte.
Im Jahr 1006 fielen die Schotten unter König Malcolm II. in Northumbria ein und belagerten Durham. Da sein Vater Earl Walthef zu alt war, hob Uhtred in Bernicia und Yorkshire ein Heer aus und errang einen entscheidenden Sieg gegen die Schotten. König Æthelred, der zur gleichen Zeit die Dänen im Süden Englands bekämpft hatte, ernannte ihn daraufhin, noch zu Lebzeiten seines Vaters, zum Ealdorman of Bamburgh. Nach der Ermordung des Ealdorman Ælfhelm of York wurde Uhtred auch als Earl of York eingesetzt und vereinte so nach langer Zeit Northumbria in einer Hand.
Bald darauf verstieß er Ecgfrida und heiratete Sige, die Tochter des reichen Dänen Styr Ulfsson aus York. Aus dieser Verbindung gingen die beiden Söhne Eadulf und Gospatric hervor.
Sven Gabelbart landete 1013 mit seinem Sohn Knut dem Großen und einer riesigen Streitmacht in England und segelte den Humber und Trent hinauf nach Gainsborough. Earl Uhtred von Northumbria musste sich den Dänen unterwerfen. Æthelred floh in die Normandie. Noch im selben Jahr wurde Sven als Herrscher über England anerkannt. Nach dem Tod von Sven Gabelbart am 3. Februar 1014 erkannten die Engländer dessen Sohn Knut nicht als König an, sondern riefen Æthelred aus dem Exil zurück. Uhtred schloss sich wieder Æthelred an, dessen Tochter Ælfgifu er heiratete.
1016, während König Æthelred II. krank war, hob Edmund II. Eisenseite ein Heer aus und vereinte sich mit Uhtred von Northumbria, um gegen Eadric of Mercia und Knut II. den Großen zu kämpfen. Die Engländer verwüsteten Staffordshire, Shrewsbury, Leicestershire und Chester, während Knut das Danelag verheerte und beide Heere eine Schlacht vermieden. Als Knut sich nordwärts wandte und York bedrohte, zog sich Edmund II. Eisenseite nach London zurück. Uhtred ergab sich Knuts Wikingerheer, doch wurde er auf Anraten des Ealdorman Eadric Streone von Thurbrand ermordet.
Uhtreds Earldom wurde geteilt: den Süden mit York gab Knut seinem Verbündeten Erik Håkonsson, die Ealdormanry of Bamburgh erhielt Uhtreds Bruder Eadwulf Cudel.
Aus Uhtreds Ermordung resultierte eine jahrzehntelange Blutrache:
Uhtreds Sohn Ealdred tötete Thurbrand, wird aber darauf 1038 von Thurbrands Sohn Carl ermordet. Waltheof, Ealdreds Großneffe, ermordet 1070 die meisten Söhne und Enkel Carls. Uhtreds Sohn Gospatric wurde über seinen Sohn (oder Enkel) Eadulf Rus zum Stammvater des Clan Swinton.